# Sites mégalithiques de la Drôme
Cet article présente la liste des sites mégalithiques de la Drôme, en France.

## Inventaire
| Monument             | Commune | Remarque | Protection | Coordonnées                                           | Illustration |
| -------------------- | ------- | -------- | ---------- | ----------------------------------------------------- | ------------ |
| Statue-menhir de Die | Die     |          |            | conservée au musée de Die 44° 45′ 18″ N, 5° 22′ 12″ E |              |